# Ella T. Grasso

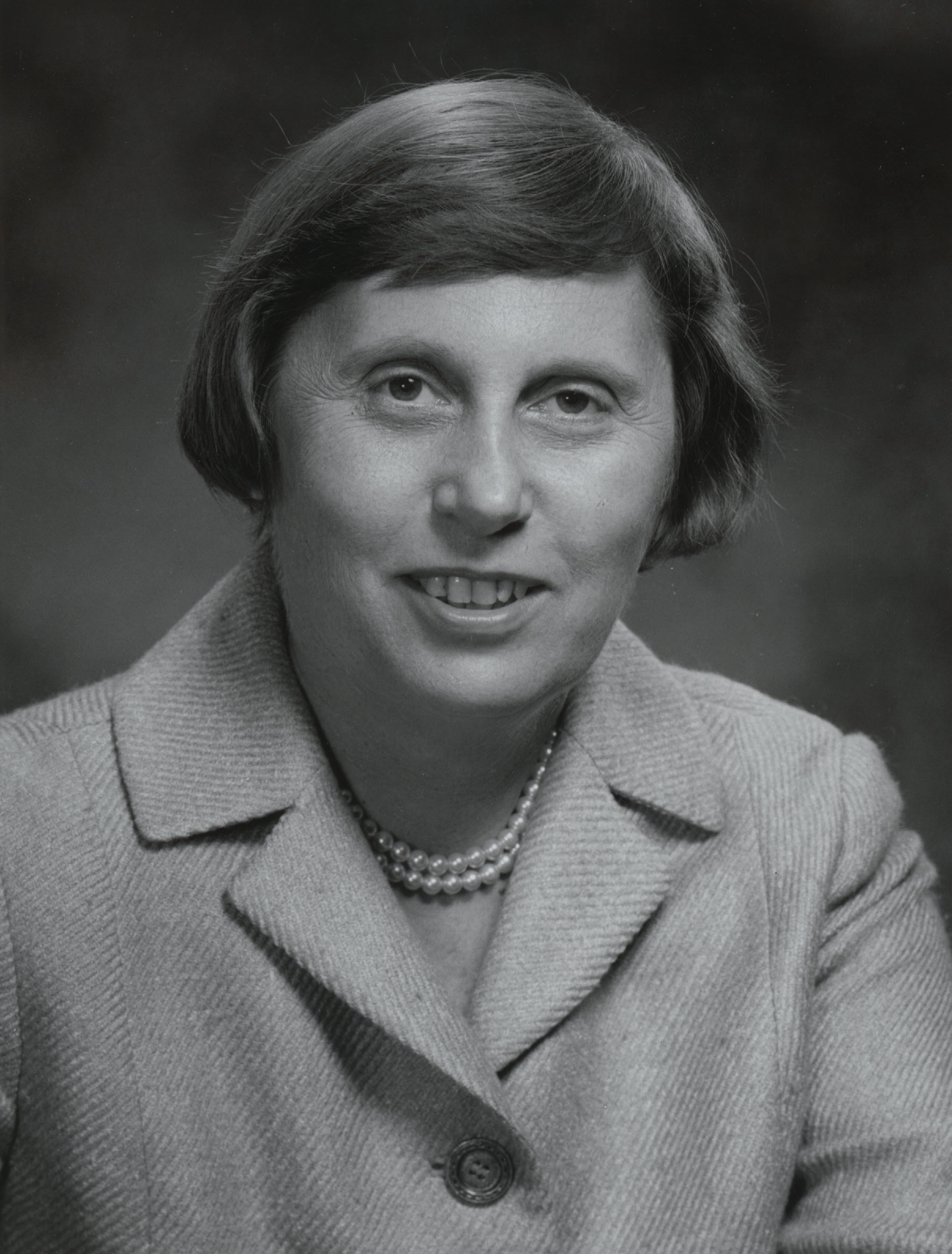
Ella T. Grasso

Ella Tambussi Grasso, geborene Ella Rosa Giovanna Oliva Tambussi, (* 10. Mai 1919 in Windsor Locks, Connecticut; † 5. Februar 1981 in Hartford, Connecticut) war eine US-amerikanische Politikerin und von 1975 bis 1980 Gouverneurin des Bundesstaates Connecticut. Sie war Mitglied der Demokratischen Partei. Sie war die erste Frau, die zur Gouverneurin eines Bundesstaates gewählt wurde und die erste, die dieses Amt ausübte, ohne die Ehefrau oder Witwe eines vorherigen Gouverneurs gewesen zu sein.

## Frühe Jahre und politischer Aufstieg
Ella Tambussi machte 1940 ihren Bachelor of Arts und 1942 ihren Master of Arts in Wirtschaft und Soziologie am Mount Holyoke College. In ihrem ersten Jahr dort wurde sie in die Vereinigung Phi Beta Kappa aufgenommen. Sie heiratete 1942 Thomas A. Grasso. Während des Zweiten Weltkrieges war sie stellvertretender Forschungsdirektor der War Manpower Commission of Connecticut.
Grasso wurde 1952 sowie wieder 1954 ins Repräsentantenhaus von Connecticut gewählt. Sie war drei Amtsperioden hintereinander als Connecticuts Secretary of State tätig und zwar von 1959 bis 1970. Ferner war sie stellvertretende Vorsitzende des Executive Committee on Human Rights and Opportunities sowie Vorsitzende des Planning Committee of the Governor's Commission on the Status of Women. Außerdem hielt sie den Vorsitz bei der Bipartisan Commission to Prepare for the Connecticut Constitutional Convention. 1965 wurde sie als Delegierte in den Konvent gewählt und war dort als demokratischer Fraktionsführer tätig. Ferner hatte Grasso zwischen 1956 und 1968 den Vorsitz über das Democratic State Platform Committee, war 1960 Mitglied des National Platform Committee, sowie 1964 und 1968 Co-Vorsitzende des Resolutions Committee of the Democratic National Convention. Sie wurde 1970 und 1972 ins Repräsentantenhaus der Vereinigten Staaten gewählt, wo sie sich durch ein deutlich liberales Abstimmungsverhalten auszeichnete.

## Gouverneurin von Connecticut
Grasso kämpfte 1974 erfolgreich um die demokratische Gouverneursnominierung und schlug im November desselben Jahres ihren republikanischen Gegner Robert H. Steele entscheidend. Mit ihrer Amtseinführung im Januar 1975 wurde sie die erste Frau, die das Amt des Gouverneurs von Connecticut bekleidete und die allein durch eigenes Verdient dieses Amt erreichte. Alle früheren Gouverneurinnen waren Ehefrauen früherer Gouverneure gewesen. Im September 1978 schlug Grasso ihren Herausforderer, Vizegouverneur Robert K. Killian, bei den Vorwahlen und wurde so für eine zweite Amtszeit nominiert. Sie wurde im November mit großer Mehrheit gegen Ronald A. Sarasin wiedergewählt und begann so ihre zweite vierjährige Amtsperiode, jedoch trat sie auf Grund einer Krebserkrankung am Vorabend des Neujahrs 1980 von ihrem Amt zurück. Sie wurde als eher als ein symbolischer als ein doktrinärer feministischer Führer beschrieben. Sie lehnte einen legalen Schwangerschaftsabbruch ab, unterstützte aber auch keine zusagenden Aktionen. Ferner unterstützte sie das vorgeschlagene Equal Rights Amendment, jedoch nicht die Kampagne dafür.
Ella Grasso erlag am 5. Februar 1981 in Hartford ihrer langjährigen Krebserkrankung. Sie ist ein Mitglied der National Women’s Hall of Fame.